# Garcinia bifasciculata
Garcinia bifasciculata är en tvåhjärtbladig växtart som beskrevs av N. Robson. Garcinia bifasciculata ingår i släktet Garcinia och familjen Clusiaceae. Inga underarter finns listade i Catalogue of Life.